# 聖詹姆斯街站
圣詹姆斯街站（英語：St. James Street railway station）是伦敦地上铁李河谷線的一座车站，位于倫敦的沃爾瑟姆森林區，属于第3收费区。

## 概況
1870年，本站開通，為大東部鐵路的一部分。在東盎格利亞快速列車經營本站後，車站加裝了樓梯間，可以令乘客不必進入站舍後到達站台，並可在售票處過夜。但倫敦地上鐵接管本站後，樓梯被關閉，並重新設置了驗票閘門。

## 列車服務
非高峰期：
- 至清福德站，每小時4班
- 至利物浦街站，每小時4班